# OpenMW
OpenMW est un projet de recréation libre et moderne du moteur du jeu de rôle Morrowind. À ce titre, il a pour but de se substituer à l'exécutable du jeu d'origine sans se départir des données de ce dernier. Le projet propose également une recréation de l'éditeur de mods sous le nom d’OpenCS. Les deux logiciels ont été écrits sans le code source initial, au moyen de la rétro-ingénierie des fichiers exécutables de Morrowind,,.
Originellement écrit en D, le projet démarre en 2008, avant de subir une réécriture complète en C++ en 2011, à la suite d'un changement de gouvernance, afin d'attirer davantage de contributeurs. OpenMW utilise d'abord le moteur 3D Ogre 3D, avant de basculer vers OpenSceneGraph au cours de l'année 2015, afin de gagner en contrôle et en performances.

## Objectifs du projet
- Recréer les fonctionnalités du moteur de Morrowind, d'une manière aussi complète que possible.
- Fonctionner nativement sur Windows, Linux et MacOS[7].
- Supporter les mods, officiels ou non, pour Morrowind et ses extensions.
- Permettre une plus grande liberté en matière de modification du jeu, comme en changer les règles auparavant écrites en dur, ajouter de nouveaux effets...
- Corriger les bogues non résolus du jeu original.
- Améliorer l'interface du jeu, par exemple pour y ajouter le support des écrans larges.
- Améliorer les graphismes en utilisant au mieux les capacités des ordinateurs modernes.
- Améliorer les mécanismes de jeu, comme la physique, le combat ou encore l'IA.

Le projet est, en 2019, en version bêta. La version 1.0 a pour ambition de répondre au premier objectif, soit de reproduire parfaitement les fonctionnalités et le comportement de l'implémentation originale, tandis que les versions suivantes ajouteront de nouvelles fonctionnalités et améliorations.